# Marc Darmon
Pour les articles homonymes, voir Darmon.
Marc Darmon, né le 9 octobre 1964 à Paris, est un industriel, directeur de société et musicologue français.

## Biographie

### Famille
Marc Michel Georges Darmon est né le 9 octobre 1964 à Paris dans le 16e arrondissement, premier enfant issu du mariage de Jacques Darmon, haut fonctionnaire, inspecteur des finances, dirigeant de sociétés, président de chambre au tribunal de commerce de Paris et d'Irène Polonsky, consultante.
- Michel Darmon épouse Arlette Akoun.
  - Jacques Darmon (1940), haut fonctionnaire, inspecteur des finances, dirigeant de sociétés, président de chambre au tribunal de commerce de Paris. Il épouse Irène Polonsky, consultante, en juillet 1963.
    - Marc Darmon (1964)
    - Laurent Darmon (1968)
    - David Darmon (1973), dirigeant de société. Il est diplômé de l'École supérieure des sciences économiques et commerciales (ESSEC) et de l'Institut européen d'administration des affaires (Insead)[1]. Il épouse en 2000 Delphine Goldberg, directrice de la stratégie à la Fnac[1].

  - Claude Darmon (1942), ingénieur, président de sociétés. Il est ancien élève de l'École polytechnique (promotion 1961[2]), de l'Institut d'études politiques de Paris et de l’École nationale de la statistique et de l'administration économique (ENSAE ParisTech). Il épouse en 1965 Odile Croissant[1].

Le 12 septembre 1987, Marc Darmon épouse Florence Lafonta, ancienne élève de l'École polytechnique (promotion 1983) et ingénieure diplômée de l'École nationale des ponts et chaussées (Directrice générale de l'École spéciale des travaux publics, du bâtiment et de l'industrie — ESTP — de septembre 2008 à juillet 2020, elle a rejoint le cabinet de conseil Paxter en septembre 2020). Elle est la sœur de Jean-Bernard Lafonta.
De cette union sont nés Audrey, Diane et Alexandre.

### Formation
À l'issue de classes préparatoires au lycée Henri-IV puis au lycée Louis-le-Grand à Paris, Marc Darmon est ancien élève de l'École polytechnique (promotion 1983) et de l'École nationale supérieure des télécommunications (promotion 1988). Il est également titulaire d'une maîtrise de sciences économiques, obtenue à l'université Paris II Panthéon-Assas.
Marc Darmon suit la session nationale 1998-1999 de l'Institut des hautes études de Défense nationale (IHEDN).

## Carrière professionnelle

### Alcatel puis Thomson-CSF et Thales
Marc Darmon commence sa carrière au sein du groupe Alcatel : il est chef de laboratoire technique (1989-1990) dans le domaine de la recherche en traitement de signal, il travaille dans les systèmes de codage correcteur (notamment codage convolutif), et publie de nombreux articles scientifiques (traitement de signal et mathématiques appliquées) et dépose dix brevets sur les périmètres français, européens et mondiaux dans les années 1980-1990.
Responsable de ligne de produit (1990-1994), il est nommé en 1995 directeur technique d'Alcatel Systèmes de défense, puis en 1996 directeur du département « Réseaux militaires ». En juillet 1998, cette activité d'Alcatel rejoint le groupe Thomson-CSF devenu Thales en décembre 2000. Marc Darmon est nommé directeur du domaine « Réseaux infrastructures » (1998-1999) puis directeur de l'unité « Réseaux de communication » (2000-2001), directeur de la stratégie de la société Thales Communications ((2002-2003), président de la société Thales Broadcast & Multimedia (2004-2005) jusqu'à ce que la société soit vendue à Technicolor en 2006. Il est nommé directeur de l'activité « Systèmes interarmés » ((2004-2006).
En novembre 2006, il est nommé directeur général de Thales Communications (2007-2008), puis en janvier 2009 directeur général adjoint du groupe Thales, directeur de la division navale,,.
En 2010, il est nommé Group Senior Vice-Président, directeur de l'Audit et du contrôle interne de Thales, où il est chargé de la gestion des risques, des audits opérationnels, financiers et légaux, du contrôle interne, de l’éthique et responsabilité d’entreprise.
En 2012, il est nommé directeur général adjoint et membre du comité exécutif du groupe Thales,, directeur général de l'Activité mondiale "Systèmes d'information et de communication sécurisés" (télécommunications, systèmes d'Information, systèmes de Sécurité).
En octobre 2023, le PDG de Thales Patrice Caine  attribue à Marc Darmon la responsabilité des filiales européennes du groupe,. 
Depuis le 1er juillet 2020, il est le président du GICAT, le Groupement des Industries françaises de défense et de sécurité terrestres et aéroterrestres.

### Autres activités
En 2010, Marc Darmon est nommé membre du conseil de surveillance de Segula Technologies ainsi que parrain de la promotion 2011 de Telecom ParisTech.
En septembre 2014, il est élu président du Conseil des industries de confiance et de sécurité (CICS).
En novembre 2018, il est nommé, par le Premier Ministre, Président du Comité Stratégique de Filière (CSF) pour les Industries de Sécurité .
Il est Chevalier dans l'Ordre National de la Légion d'Honneur , Chevalier dans l'Ordre National du Mérite, et Chevalier dans l'Ordre des Arts et Lettres 

### Point de vue
Marc Darmon déclare que « Le métier d’ingénieur est le plus beau métier du monde. Être ingénieur dans l’industrie est passionnant car l’industrie offre une grande variété de métiers. Vous pouvez faire du laboratoire d’étude et de la technologie, du développement, du marketing, du commerce, être chef de projet, responsable d’offres, responsable à l’exportation, manager… Un grand groupe permet d’exercer ces différents métiers et de passer d’un domaine à un autre ».

## Activités  musicales
En dehors de ses activités industrielles, Marc Darmon est un « mélomane averti, critique musical et président d'orchestre à titre privé ». Invité d'Olivier Bellamy dans son émission Passion Classique sur Radio Classique le 17 octobre 2015, il déclare qu'il s'est pris de passion pour la musique classique grâce à son père .
Par ailleurs, il est l’auteur de chroniques musicales régulières, s’étant fait une spécialité des films de musique classique (concerts et opéras filmés) : chroniqueur musical régulier (France Forum, La Jaune et La Rouge), il publie des critiques de disques et de films de musique classique depuis 1985. Il a été de 2007 à 2010 administrateur du label de Disques Classiques Zig Zag Territoires[réf. nécessaire] (désormais Outhere).
Administrateur de l’ensemble Le Palais royal depuis 2010, il en est nommé président en 2012. Président de l’Orchestre de l’Alliance entre 2010 et 2014, il en est depuis président d'honneur,.

## Publications

### Domaine scientifique
- Error correcting coding scheme against partial time jammers[24], 12e Colloque sur le traitement du signal et des images, 1989.
- A hybrid FEC-ARQ communication system using sequential decoding[25], Lecture Notes in Computer Science, 1991.
- dix brevets[7],[26]

### Domaine musical
Musique en Image, chronique mensuelle dans la revue La Jaune et la Rouge (120 chroniques publiées, par exemple en juin 2020).
Concerts en Image, commentaires de DVDs musicaux sur le site Artalinna .